# Pablo de Egina

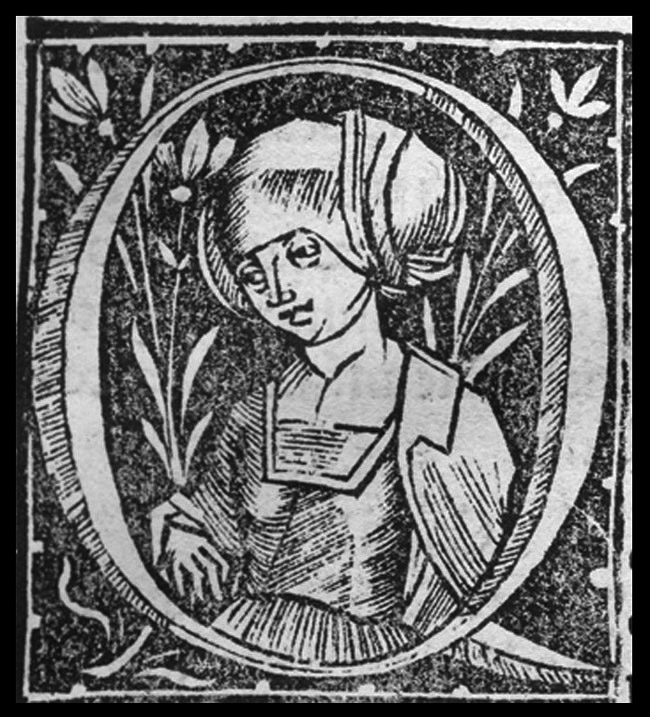
Grabado de una edición del de un libro Pablo de Egina.

Pablo de Egina o Paulus Aegineta (Egina, 625?–690?) fue un médico bizantino del siglo VII famoso por una enciclopedia médica Epitome, Hypomnema o Memorandum, en siete volúmenes que recogen los conocimientos de medicina, cirugía y obstetricia de la época. Entre sus aportaciones destacan la descripción de los pólipos nasales o del líquido sinovial de las articulaciones, y describió algunas técnicas quirúrgicas novedosas, como la resección de costillas. Durante muchos años este compendio se empleó como manual fundamental para el aprendizaje de la medicina.
El sexto libro, dedicado a la cirugía, tuvo una especial repercusión en Europa y el mundo árabe durante toda la Edad Media. La obra completa original fue publicada en griego en Venecia en 1528, y posteriormente en Basilea en 1538.
Sus obras fueron traducidas al inglés por el médico escocés Francis Adams como The Seven Books of Paulus Aegineta (Los siete libros de Pablo de Egina, 1844 - 1847).

## Vida
De su vida no se sabe nada, salvo que nació en la isla de Egina , y que viajó mucho, visitando, entre otros lugares, Alejandría.  A veces se le llama Iatrosophistes y Periodeutes , una palabra que probablemente significa un médico que viajaba de un lugar a otro en el ejercicio de su profesión. Se desconoce el momento exacto en que vivió; pero, como cita a Alejandro de Tralles ,  y él mismo es citado por Yahya ibn Sarafyun ( Serapion el Viejo ),  es probable que Abu-al-Faraj esté en lo correcto al colocarlo en la última mitad del séptimo siglo.